# Krila Oluje
Krila Oluje (slovensko Krila Nevihte) je hrvaška akrobatska skupina Hrvaškega vojnega letalstva. Skupino trenutno sestavlja šest letal Pilatus PC-9. Uradno je bila ustanovljena leta 2005, prvič pa je nastopila že 23. junija 2004.
Prvi uradni nastop je bil 5. avgusta 2005 v Kninu za Dan zmage in domovinske hvaležnosti in ob 10. obletnici Operacije Nevihta.